# Maria Adamska (scenograf)
Maria Adamska (ur. 1937) – polska artystka; także scenograf teatralny i telewizyjny. Studiowała na Akademii Sztuk Pięknych im. Jana Matejki w Krakowie pod okiem prof. Czesława Rzepińskiego oraz prof. Andrzeja Stopki.  Dyplom uzyskała w 1963 roku. W 1964 r. została członkiem Związku Polskich Artystów Plastyków, gdzie przez dwie kadencje pełniła funkcję przewodniczącej Krakowskiej Sekcji Scenografii. W latach 1965–1969 pełniła funkcję głównego konsultanta do spraw plastyki w nowohuckim Kombinacie. Lata 1969–1971 spędziła jako etatowy scenograf Teatru im. A. Mickiewicza w Częstochowie. Od 1971 r. do 1972 r. związana była z Teatrem Śląskim w Katowicach i od 1972 do 1990 r. była etatowym scenografem Tarnowskiego Teatru im. Ludwika Solskiego.

## Twórczość teatralna
- 20 stycznia 1967 – Dallas w samo południe jako scenograf.
- 9 września 1967 – Opera za trzy grosze jako scenograf.
- 7 października 1968 – Trismus jako scenograf.

## Telewizja
- 24 września 1970 – Moja dziewczyna jako scenograf

## Nagrody i odznaczenia
- W 1975 roku zdobyła nagrodę Wydziału Kultury Małopolskiego Urzędu Wojewódzkiego, za scenografię do przedstawienia "Złoty chłopiec".